# 이노우에 야스시
이노우에 야스시(井上 靖, 1907년(메이지 40년) 5월 6일 ∼ 1991년(헤세이 3년) 1월 29일)는 일본의 소설가이자, 시인이다.

## 연보
- 1907년(메이지 40년) 5월, 홋카이도(北海道)의 아사히카와 정(旭川町, 지금의 아사히카와시)에서 군의관이었던 아버지 이노우에 하야오(井上隼雄)와 어머니 야에(八重) 사이의 맏아들로 태어났다. 이노우에 집안은 시즈오카현(靜岡縣) 이즈(伊豆) 유이가하라(湯ヶ島, 지금의 이즈시) 지역 대대의 의원 집안이었다.
- 1908년(메이지 41년), 아버지가 한국에 종군하게 되면서 어머니의 고향이었던 시즈오카 현의 이즈 유이가하라로 이주했다.
- 1912년(다이쇼 원년), 양친과 헤어져 호적상으로는 할머니의 손에서 자라게 된다.
- 1921년(다이쇼 10년), 시즈오카 현립 하마마쓰(浜松) 중학교(지금의 시즈오카현립 하마마쓰 키타北고등학교)에 입학한다.
- 1922년(다이쇼 11년), 시즈오카현립 누마즈(沼津) 중학교(지금의 시즈오카현립 누마즈 히가시東고등학교)로 전학한다.
- 1930년(쇼와 5년), 이시카와 현 가나자와시(金澤市) 제4고등학교 이과를 졸업하고, 본명과 글자만 다르고 발음이 비슷한 '이노우에 야스시(井上泰)'라는 필명으로 호쿠리쿠 4현(北陸四縣)의 시인들이 의기투합해 만든 동인시집 『일본해시인』(日本海詩人)에 작품을 투고하며 작시 활동을 시작했다. 이후 규슈(九州) 제국대학 법문학부(法文學部) 영문과에 입학한다.
- 1932년(쇼와 7년), 규슈 제국대학을 중퇴하고, 교토 제국대학 문학부 철학과에 입학한다.
- 1935년(쇼와 10년), 교토 제국대학의 교수 아다치 분타로(足立文太郞)의 딸 후미코와 결혼한다.
- 1936년(쇼와 11년), 교토 제국대학 졸업. 『센터 마이니치(毎日)』에 투고한 소설이 입선되어 이를 계기로 마이니치 신문(每日新聞) 오사카(大阪) 본사에 입사해 학예부(學藝部)에 배속되었다. 중일전쟁에 소집되어 입대했지만 이듬해에 의병제대하고 복직했다. 이때 그의 부하로 근무했던 인물로는 『하얀 거탑』(원제: 白い巨塔), 『화려한 일족』(원제: 華麗なる一族)으로 한국에도 이름이 알려진 소설가 야마사키 도요코(山崎豊子)가 있다. 전쟁 뒤에는 학예부부부장을 맡아 바둑의 혼인보전(本因坊戰)이나 장기의 명인전(名人戰) 운영도 맡게 된다.
- 1950년(쇼와 25년), 소설 『투우』(鬪牛)로 제22회 아쿠타가와 상을 수상한다.
- 1951년(쇼와 26년), 마이니치 신문사를 그만두고 이후 작품 창작과 집필, 취재 강연을 위해 여행한다.
- 1955년(쇼와 30년), 강연을 위해 고향 아사히카와를 방문한다. 이 해에 단편소설 「이사」(姨捨)를 발표했다.
- 1964년(쇼와 39년), 일본예술원(日本藝術院) 회원이 된다.
- 1976년(쇼와 51년), 정부로부터 문화훈장을 받는다.
- 1982년(쇼와 57년) 이후, '세계평화어필7인위원회'의 회원을 맡아 힘쓴다.
- 1988년(쇼와 63년), 나라 실크로드 박람회의 통합프로듀서를 지냈다.
- 1991년(헤세이 3년), 사망. 계명(戒名)은 봉운원문화법덕일정거사(峰雲院文華法德日靖居士). 묘소는 시즈오카 현 이즈 시에 있으며 그의 장례는 시바 료타로(司馬遼太郞)가 집전했다.
- 2007년(헤세이 19년), 이노우에 야스시 탄생 100주년을 기려 그의 소설 『풍림화산』(風林火山)이 NHK 대하드라마로 방송되었다.

## 작품 경향
그의 소설은 크게 「엽총」, 「투우」, 「빙벽」등 현대를 배경으로 한 것, 「아스나로 이야기」처럼 자전적 색채가 강한 것(후술)과 함께 역사를 소재로 한 것으로 구분할 수 있다. 역사 소설의 경우 「풍림화산」, 「사나다 군기」(眞田軍記), 「요도 부인의 일기」(원제: 淀どの日記) 같은 일본의 센고쿠 시대를 다룬 것이 많고, 중국사에서는 주로 「돈황」(敦煌), 「누란」(樓蘭), 「덴표의 용마루」(원제: 天平の甍) 등의 서역을 소재로 다룬 것이 많다.
한국사에 대해서는 몽골의 압제에 놓인 고려의 두 차례에 걸친 일본 원정을 배경으로 한 「풍도」(風濤)가 유명하며, 집필 당시인 1963년 4월 취재를 위해 한국을 방문하여 강화도, 마산, 울산, 부산, 경주, 합천, 판문점 등지를 답사하였다. 출간된 「풍도」의 단행본을 취재 과정에서 도움을 받은 한국의 역사학자들에게 보냈는데, 그 가운데 한 명이었던 이병도 박사는 「풍도」를 두고 "체계는 안 섰어도 사료 수집은 충분히 한 훌륭한 역사소설"이라고 평가하였다. 또한 1976년 6월에 이노우에 야스시는 다시 한 번 한국을 방문하였다.
교묘한 구성과 시정이 풍부하다는 평가를 받고 있는 그의 작품은 역사작품을 중심으로 그의 소설은 각국어로 번역되었고, 펜클럽 회장을 맡고 있었을 무렵에는 노벨 문학상 후보로까지 자주 거론되었으며, 연극 무대 및 영화 · 드라마로의 각색이 끊임없이 이루어지고 있다.
「시로방바」(しろばんば), 「여름 풀과 겨울 바다」(원제: 夏草冬濤), 「북쪽의 바다」(원제: 北の海)는 이노우에 야스시 자신을 모델로 한 주인공 이가미 고사쿠(伊上洪作)의, 어린 시절부터 청년이 될 때까지를 그린 자전적 작품이다. 「시로방바」는 이즈 유이가하라에서 보냈던 유년 시절, 「여름 풀과 겨울 바다」는 누마즈 중학교의 학생이었던 시절, 「북쪽의 바다」는 누마즈 중학교를 졸업한 뒤 누마즈에서의 겪었던 1년에 가까운 재수생 시절의 일들을 그린 것으로, 작가 주위에 실재했던 인물들이 모델로서 많이 등장한다. 특히 「시로방바」에 등장하는, 증조부의 첩으로 주인공과는 피가 섞이지 않은 「꿰매는 할머니」(おぬいばあさん, 실제 이름은 「아카노」)와의 생활은 이노우에 야스시의 인격 형성을 말하는데 있어서 빠뜨릴 수 없는 것이라 평가받고 있다. 이 밖에 노년의 친어머니 야에에 대해 쓴, 이노우에 야스시 만년의 단편 3부작으로 불리는 「꽃 핀 나무 아래서」(원제: 花の下), 「달빛」(원제: 月光), 「눈의 표면」(원제: 雪の面)이 있다.

## 기타
- 일단 그는 홋카이도 태생이지만 출신지는 시즈오카 현이다. 수필 「고향 이즈」에서 그는 "나는 홋카이도 아사히카와에서 태어났다. 그러나 연감이나 명부 등에서는 나의 출생지는 대부분 시즈오카 현으로 되어 있다. 내가 쓸 때는 출생지는 아사히카와, 출신지는 시즈오카 현이라 구별해 쓰지만…"라고 적고 있다. 한편으로 「나의 자기 형성사」(원제: 私の自己形成史) 속의 '자연과의 분방한 생활'에서는 "이 소년 시대를 보낸 원적지 이즈가 진정한 의미의 나의 고향이며, 여기서 나라고 하는 인간의 근저가 되는 것은 모두 만들어졌다고 생각해도 좋을 것이다」라고 적고 있다.
- 이노우에 야스시의 맏아들 이노우에 슈이치(井上修一)는 독문학자로서 도쿄대학 독문과를 졸업해, 히토츠바시 대학(一橋大學) · 쓰쿠바 대학(筑波大學) 교수를 거쳐 풀학원 대학(プール学院) 학장에 취임했다. 일본 독문학회나 독일어학문학진흥회의 이사장 등을 역임했으며 세기말 빈 문학을 연구하고 있다.
- 천수를 다했다고 할 정도로, 늘그막의 암을 제외하면 잔병치레도 없었지만, 일본 문단에서는 애주가 순위로 거의 1,2위를 다투었으며, 예순, 일흔이 넘어서도 주량은 갈수록 늘기만 했다고 한다. 노벨상을 놓친 밤은 술자리에서 "이건 노멜상이구려"라며 지인들을 대접하기도 했다.
- 만년에 신란(親鸞)을 소재로 다룬 소설을 쓰려고 했으나 이루지 못했다.
- 일본화가 히라야마 이쿠오(平山郁夫)와는 일·중 문화 교류로 친했으며 관련 직무를 잇기도 했다.
- 신사나 불각, 일본사에도 조예가 깊어 여러 출판사의 관련 서적에 감수 및 편집을 맡았다.
- 1972년 한국의 《조선일보》 주필 선우휘와의 대담에서는 "문학의 사회 참가 문제를 어떻게 생각하느냐"는 선우휘의 질문에 "사회 속에 뛰어들어서 사회 문제를 쓰지 않고는 못 배기겠다면 그것대로 좋겠지만 사회의 한구석에서 살아가는 인문이나 그 마음을 표현하는 것을 통해 문학을 하는 사람도 많다"며 문학이 직접적으로는 아무 쓸모가 없겠지만 반드시 어떤 역할을 하는 것은 있을 것이라고 답하였다. 이때 이노우에는 자신이 본 경주 석굴암과 부여 정림사지 오층석탑을 칭찬하며 한국의 초가집에 대해(당시 한국에서는 근대화라는 명목으로 지역 곳곳에서 초가집을 없애는 작업이 한창이었다) 그것을 마냥 가난의 상징으로 생각할 필요는 없고 자연과 풍토와 어울린 아름다운 것으로 남겨 두었으면 한다는 의견을 비쳤다.
- 한국의 노태우 전 대통령이 일본을 방문했을 때 아키히토 천황이 만찬회 석상에서 과거 한일 관계사에 관해 노 전 대통령에게 전한 "통석의 염을 금치 못한다"는 담화문 내용은 이노우에 야스시가 마지막 퇴고를 거친 것으로 일본 정부가 확정지은 것이라고 《도쿄신문》 및 《일본경제신문》에서 보도하였다. 다만 해당 문구 자체가 이노우에 야스시 본인의 발안인지에 대해서는 밝혀지지 않았다.[1]

## 수상
- 1936년(쇼와 11년) 『유전』(流轉)으로 제1회 치바 가메오 상(千葉亀雄賞) 수상
- 1950년(쇼와 25년) 『투우』로 제22회 아쿠타가와 상 수상
- 1958년(쇼와 33년) 『덴표의 용마루』로 예술선장문부대신상(芸術選奨文部大臣賞) 수상
- 1959년(쇼와 34년) 『빙벽』으로 일본예술원상(日本芸術院賞) 수상
- 1960년(쇼와 35년) 『돈황』, 『누란』으로 마이니치 예술상(毎日芸術賞) 수상
- 1961년(쇼와 36년) 『요도 부인의 일기』로 제12회 노마 문예상(野間文芸賞) 수상
- 1964년(쇼와 39년) 『풍도』로 제15회 요미우리 문학상(読売文学賞) 수상
- 1969년(쇼와 44년) 『오로시아 국 취몽담』으로 제1회 일본문학대상(日本文學大賞) 수상. 포르투갈 인환테 헨리케 훈장 수상
- 1976년(쇼와 51년) 문화훈장(文化勲章), 문화공로자(文化功労者) 수상
- 1980년(쇼와 55년) 기쿠치 간 상(菊池寛賞) 수상
- 1981년(쇼와 56년) NHK 방송문화상 ・ 불교문화상(佛敎文化賞) 수상
- 1982년(쇼와 57년) 『혼인보 유문』(本覚坊遺文)으로 일본문학대상(日本文學大賞) 수상
- 1985년(쇼와 60년) 아사히 상(朝日賞) 수상
- 1986년(쇼와 61년) 베이징 대학(北京大學)으로부터 명예 박사 학위
- 1989년(헤이세이 원년) 『공자』로 제42회 노마 문예상 수상